# Kovarc
Kovarc (szlovákul Kovarce) község Szlovákiában, a Nyitrai kerület Nagytapolcsányi járásában.

## Fekvése
Nagytapolcsánytól 9 km-re délre, a Nyitra bal partján fekszik.

## Története
A község alapítása a tatárjárás utáni időszakhoz kapcsolódik, amikor a kipusztult lakosság pótlására telepesek érkeztek erre a vidékre. Neve a szláv kovarci (= kovácsok) szóból származik. 1284-ben említik először. A középkorban a templomosoknak zárdájuk volt itt. Az 1280-as évektől a 14. századig a Ludányi nemzetség volt a birtokosa. Ezt követően királyi birtok, majd Csák Máté foglalta el. Ennek halála után újra a királyé, 1395-től pedig az Apponyi családé, akik 1945-ig voltak a község birtokosai. A 14. században szabad vásártartási jogot kapott és egyre inkább városias jelleget öltött. A 15. században különösen csizmadiái és fazekasai voltak híresek. 1530-ban Mehmed bég serege fosztotta ki és égette fel a községet. A török támadás megismétlődött 1599-ben és 1663-ban is, ez jelentősen visszavetette a község fejlődését. Az ismétlődő támadások miatt a település elnéptelenedett, lényegében a 17. század közepéig puszta volt. Csak 1687-ben, a török kiűzése után indult meg újra a gazdasági élet, a környezeti adottságok miatt elsősorban a szőlőtermesztés és borászat. 1715-ben szőlőskertje és 16 háza volt. 1753-ban két bognár és két asztalos család is működött a településen. Lakói főként mezőgazdasággal foglalkoztak. 1787-ben 91 házában 824 lakos élt. 1828-ban 116 házát 811-en lakták, akik a mezőgazdaság mellett szövéssel, kosárfonással foglalkoztak. A 19. században kolerajárványok is elérték a községet. A Wels és Wehle cég cukorgyára 1864-ben épült fel, mintegy 300 munkást foglalkoztatott.
Vályi András szerint "KOVARCZ. Tót falu Nyitra Várm. földes Urai G. Aponyi, és más Urak, lakosai katolikusok, fekszik a’ Bajmóti járásban 1640dikben ki pusztította ama híres tolvaj Adamko, és a’ kár húsz ezer forintra becsűltetett. Határja jó, réttye, legelője meg lehetős, vagyonnyai középszerűek."
Fényes Elek szerint "Kovarcz, Nyitra m. tót falu, a Nyitra vize mellett, ut. p. Tapolcsántól délre egy órányira. Számlál 798 kath., 7 evang., 6 zsidó lak. Emlitésre méltók benne a kath. paroch. templom; kastély, mellyet 1640-ben Adamko zsivány-kapitány kirablott; vizimalom; termékeny földek; kövér rétek. F. u. gr. Apponyi, és Motesiczky család."
A trianoni békeszerződésig Nyitra vármegye Nagytapolcsányi járásához tartozott.

## Népessége
| Év:            | 1994. | 2004.   | 2014.   | 2024.   |
| -------------- | ----- | ------- | ------- | ------- |
| Emberek száma: | 1623  | 1577    | 1612    | 1515    |
| Eltérés:       |       | -2,83 % | +2,21 % | -6,01 % |

| Év:            | 2023. | 2024.   |
| -------------- | ----- | ------- |
| Emberek száma: | 1527  | 1515    |
| Eltérés:       |       | -0,78 % |

1880-ban 864 lakosából 51 német, 23 magyar és 737 szlovák anyanyelvű volt.
1890-ben 972 lakosából 76 német, 17 magyar és 879 szlovák anyanyelvű volt.
1900-ban 1054 lakosából 52 német, 35 magyar és 967 szlovák anyanyelvű volt.
1910-ben 1182 lakosából 73 magyar, 37 német, 1061 szlovák és 11 egyéb anyanyelvű volt.
1921-ben 1407 lakosából 29 zsidó, 27 magyar, 4 német, 1229 csehszlovák, 19 egyéb nemzetiségű és 99 egyéb külföldi volt.
1930-ban 1330 lakosából 13 zsidó, 9 magyar, 8 német és 1297 csehszlovák volt.
1991-ben 1588 lakosából 10 magyar, 9 cseh, 3 cigány, 1 morva és 1565 szlovák volt.
2001-ben 1548 lakosából 3 magyar (2 magyar anyanyelvű), 1426 szlovák és 112 ismeretlen nemzetiségű volt.
2011-ben 1581 lakosából 11 magyar (15 magyar anyanyelvű), 1533 szlovák és 26 ismeretlen nemzetiségű.

## Nevezetességei

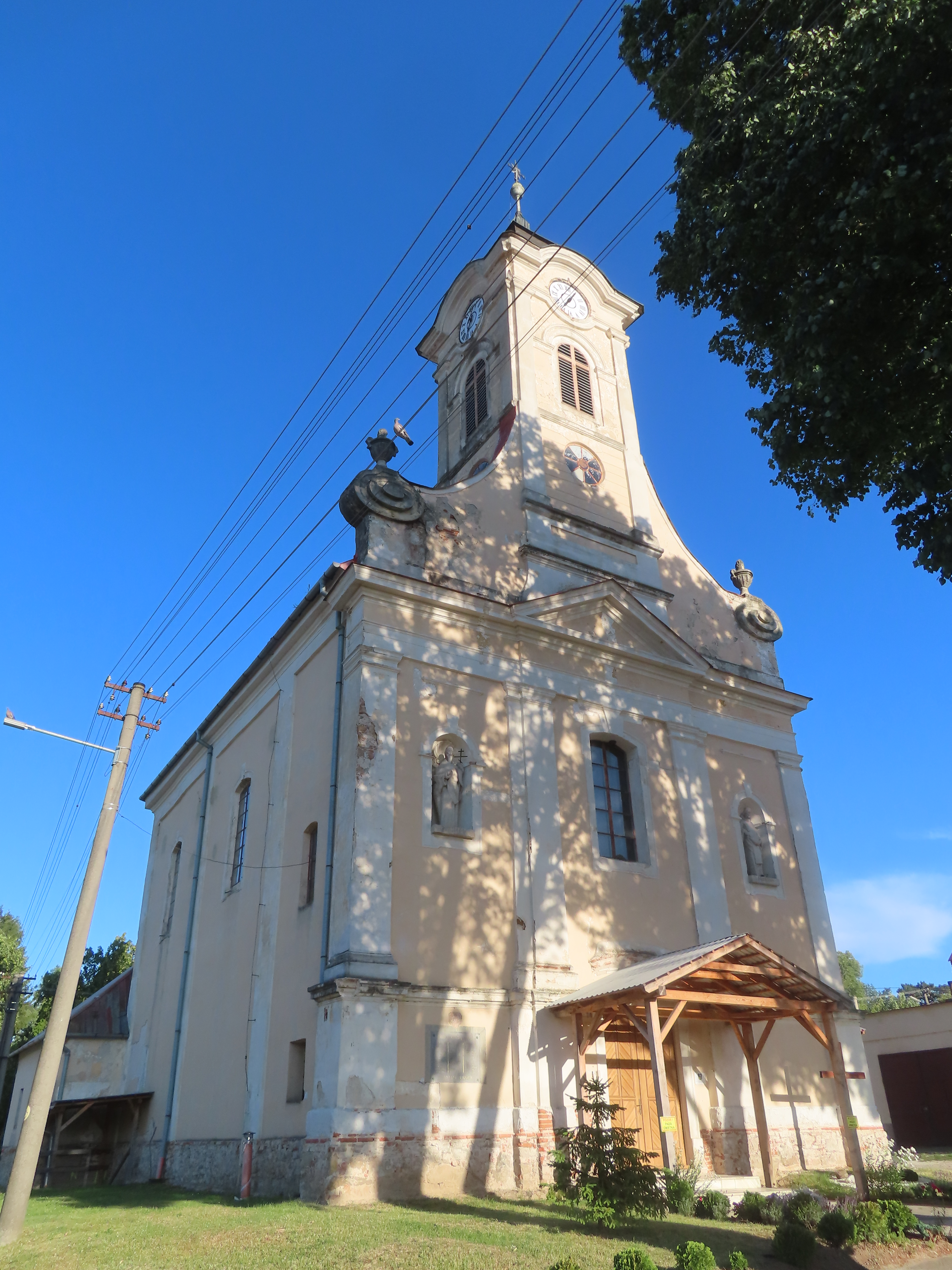
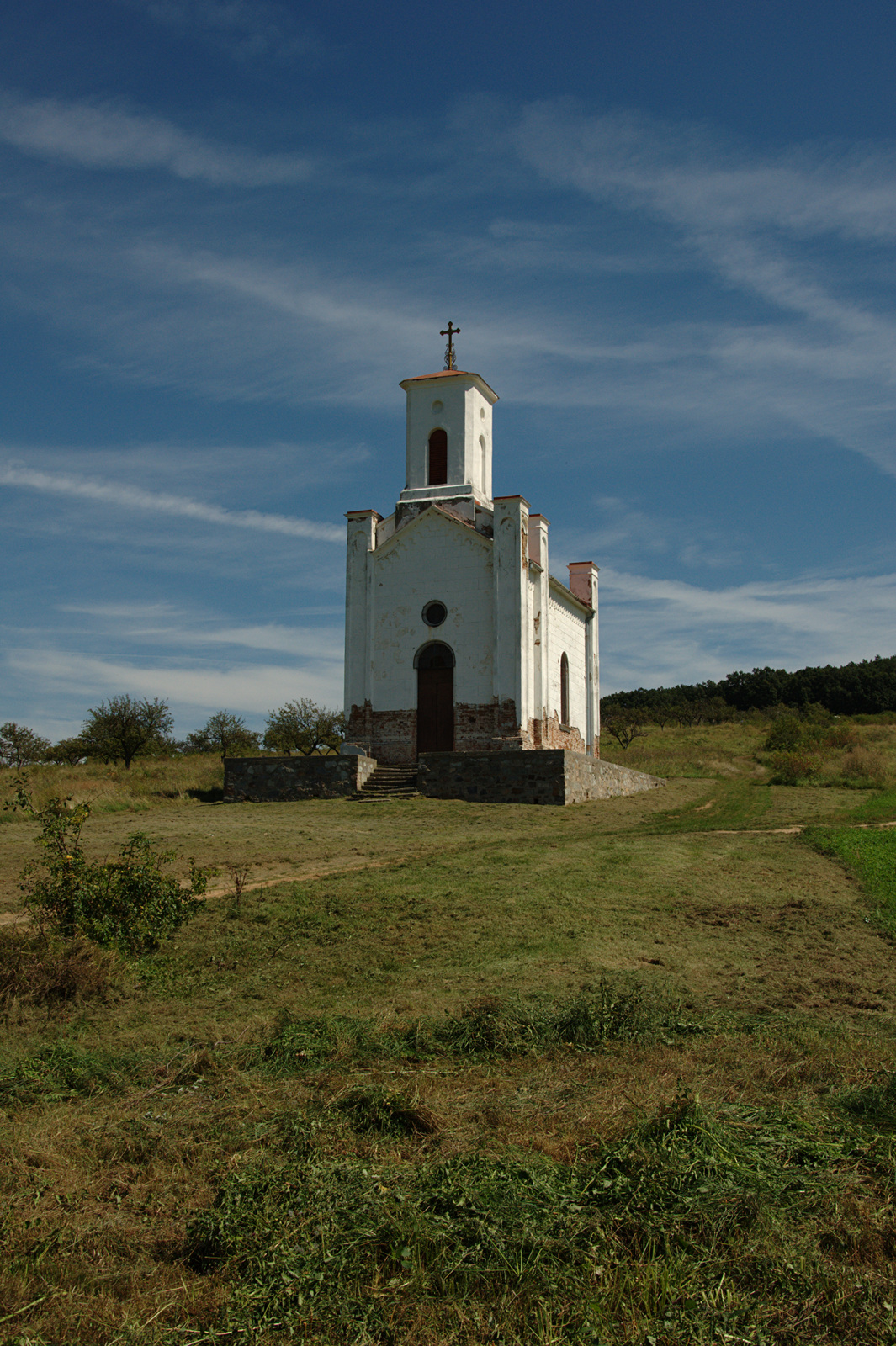
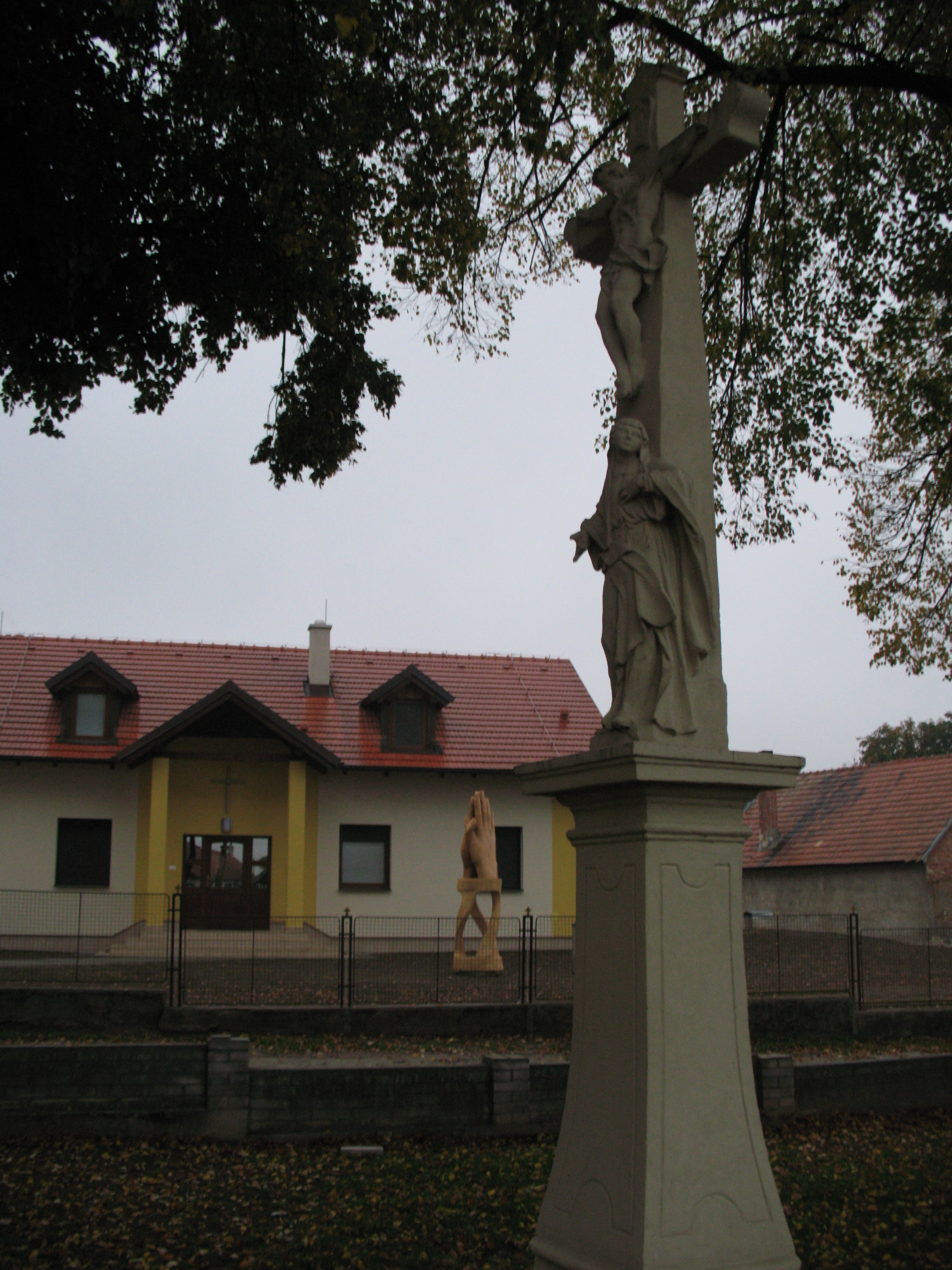
Kereszt a templom előtt

- Római katolikus temploma 1755-ben épült klasszicista stílusban.
- Barokk kápolnája a 18. században épült.
- Kastélya eredetileg barokk stílusú, 1880-ban átépítették és bővítették.
- Barokk kereszt a 18. századból.
- Kápolna 1892-ből.
- A Szlovák Nemzeti Felkelés emlékműve.

## Neves személyek
- báró Zay András (1685 – Kovarc, 1734 körül) kuruc ezredes, 1734-ben e település környékén halt meg.
- Itt hunyt el 1947-ben Cserenyey István esperes, plébános, egyháztörténész.
- Itt szolgált Hamar Kálmán (1876-1963) esperes, plébános.
- Itt szolgált Mittuch József (1867-1949) római katolikus plébános, iskolafelügyelő.
- Itt szolgált Tóth János (1856-1907) teológiai doktor és papnevelő-intézeti tanár, a kis szeminárium kormányzója, címzetes kanonok.
- Itt szolgált Štefan Gallo (1882-1970) római katolikus plébános, fogoly, embermentő

## Külső hivatkozások
- Hivatalos oldal
- Községinfó
- Kovarc Szlovákia térképén
- E-obce.sk Archiválva 2008. október 6-i dátummal a Wayback Machine-ben